# 帕勞足球協會
帛琉足球協會是專門管轄帛琉足球事務的組織。該協會的總部設在科羅爾鎮。目前，帛琉不是大洋洲足協，亞洲足協和國際足球總會的成員。
該協會運行國家足球隊和帛琉足球聯賽，以及計劃青年足球事務。

協會創立後被列為大洋洲足協的準成員。2009年，帛琉足球協會要求成為東亞足球聯盟的準成員。2013年，仍然未能取得任何進一步的進展。

## 外部連結
- Official website （页面存档备份，存于）